# Колония Фиджи
Колония Фиджи (англ. Colony of Fiji)  — колония Великобритании, существовавшая с 1874 по 1970 год на территории нынешней Республики Фиджи. Великобритания отказалось от своей первой возможности аннексировать Королевство Фиджи в 1852 году. Рату Такомбау предложил уступить острова, при условии, что будет сохранен титул Туи Вити (король Фиджи), однако это было неприемлемо как для британцев, так и для многих вождей на Фиджи, которые считали короля лишь первым среди равных. Появление долгов и угроз со стороны ВМС США привело к тому, что в 1871 году Такомбау учредил конституционную монархию с правительством, состоящим преимущественно из европейцев. Крах нового режима заставил его сделать еще одно предложение сдачи островов в 1872 году, которое британцы приняли. 10 октября 1874 года Великобритания начала свое правление на Фиджи, которое продолжалось до 10 октября 1970 года.

## История

### «Фиджи для фиджийцев»
Геркулес Робинсон, прибывший на Фиджи 23 сентября 1874 года, был назначен временным губернатором островов. Он был заменен в июне 1875 года Артуром Гордоном. Вместо того, чтобы устанавливать прямое управление во всех сферах, Гордон предоставил автономию местным вождям Фиджи, хотя теперь им запрещалось участвовать в междоусобных войнах. Колония была разделена на четыре района, каждый из которых находился под контролем роко; эти районы были дополнительно разделены на двенадцать округов, каждый из которых управлялся традиционным начальником. В 1876 году был создан Великий совет начальников, который консультировал губернатора. Этот орган просуществовал до тех пор, пока его действие не приостановило Временное правительство, установленное военными в 2007 году, и не был ликвидирован в 2012 году. В соответствии с Конституцией 1997 года, он функционировал как коллегия выборщиков, которая выбирала президента Фиджи, вице-президента и 14 из 32 сенаторов. В первые дни Великого совета был учрежден Совет по вопросам управления (в настоящее время — Комитет по делам Фиджи); эти два органа совместно составили фиджийские законы. В 1882 году столица была перенесена из Левуки в более доступную Суву.
Приняв политику «Фиджи для фиджийцев», Гордон запретил дальнейшие продажи земли, однако ее можно было арендовать. Эта политика продолжается и сегодня практически без изменений, и около 83% земли по-прежнему принадлежат государству. Губернатор также запретил эксплуатацию фиджийцев в качестве рабочих, а после неудачи в хлопководстве в начале 1870-х годов Гордон решил нанимать рабочих из Индии для работы на полях сахарного тростника, заменившие хлопковые плантации. Первая партия рабочих, состоящая из 463 индийцев, прибыла на Фиджи 14 мая 1879 года. В плане предусматривалось привлечение индийских рабочих на Фиджи на пятилетний контракт, после чего они могли вернуться в Индию (на свои собственные расходы); если они предпочтут продлить свой контракт на второй пятилетний срок, им будет предоставлена возможность вернуться в Индию за счет правительства или остаться на Фиджи. Подавляющее большинство предпочло остаться. Квинслендский закон, который регулировал трудовые контракты в Квинсленде, также был принят на Фиджи.

### Первая мировая война
Фиджи был лишь косвенно вовлечен в Первую мировую войну. Один заметный инцидент произошел в сентябре 1917 года, когда граф Феликс фон Люкнер прибыл на остров Вакая, у восточного побережья Вити-Леву, после того, как его рейдер, Seeadler, сел на мель на островах Кука после обстрела Папеэте на французской территории Таити. 21 сентября районный полицейский инспектор принял несколько фиджийцев в Вакая, а фон Люкнер, не зная, что они безоружны, невольно сдался.
Ссылаясь на нежелание эксплуатировать фиджийцев, колониальные власти не разрешали им поступать на службу в качестве добровольцев. Однако один фиджийский военачальник, Какобау, присоединился к французскому Иностранному легиону и получил высшую военную награду Франции — Военный крест. После окончания юридического факультета Оксфордского университета, он вернулся на Фиджи в 1921 году как военный герой и первый в стране выпускник университета. В последующие годы Какобау, известный под именем рату Лала Сукуна, зарекомендовал себя как могущественнейший глава Фиджи и заложил основы фиджийской государственности.

### Вторая мировая война
К моменту начала Второй мировой войны Великобритания отменила свою политику запрета поступления туземцев на службу, и тысячи фиджийцев вызвались в пехотный полк Фиджи, который находился под командованием рату Эдварда Какобау. В период войны полк был прикреплен к подразделениям Новой Зеландии и Австралии.
Нападение Японии на Перл-Харбор 8 декабря 1941 года (по времени Фиджи) ознаменовало начало войны в Тихом океане. Японские подводные лодки запустили гидросамолеты, пролетевшие над Фиджи.
Из-за своего удобного расположения практически в центре Фиджи был выбран в качестве учебной базы союзников. Взлетно-посадочная полоса была построена в Нанди, а на побережье были размещены пушки. Фиджийцы завоевали репутацию храбрых воинов в кампании на Соломоновых островах. Капрал Сефания Суканайвалу из Юкаты был посмертно награжден крестом Виктории за проявленную храбрость в битве при Бугенвиле.
Однако, фиджи-индийцы вообще отказались участвовать в войне после того, как их требование о равном обращении с европейцами было отклонено. Они распустили свой взвод и предложили не более одного офицера и 70 военнослужащих в запасной транспортной секции при условии, что они не будут отправлены за границу. Отказ фиджи-индийцев играть активную роль в военных действиях становится частью идеологической нетерпимости, используемой фиджийскими этнонационалистами для оправдания межэтнической напряженности в послевоенные годы.

### Развитие политических институтов
Законодательный Совет, первоначально наделенный консультативными полномочиями, существовал в качестве назначаемого органа с 1874 года, но в 1904 году он стал частично выборным органом, причём европейские поселенцы-мужчины имели право избирать 6 из 19 советников. 2 члена назначались колониальным губернатором из списка 6 кандидатов, представленного Великим советом вождей. Ещё 8 "официальных" назначались губернатором по его собственному усмотрению. Сам губернатор был 19-м членом Совета. Первый член Совета из числа коренных жителей был назначен в 1916 году; эта должность стала выборной с 1929 года. В 1904 году был также учреждён Исполнительный Совет в составе четырех членов; в современном понимании это не "кабинет", поскольку его члены не подотчётны Законодательному Совету.
После Второй мировой войны Фиджи приступил к осуществлению первых шагов на пути к самоуправлению островов. В 1953 году Законодательный Совет был расширен до 32 членов, 15 из которых были избраны и разделены поровну между тремя основными этническими группами (коренными фиджийцами, фиджи-индийцами и европейцами). Фиджи-индийские и европейские избиратели голосовали непосредственно за трёх из пяти назначенных ими членов (остальные два были назначены губернатором); пять коренных фиджийских членов были выдвинуты Великим советом вождей. Первым спикером Совета был избран рату Сукуна. Хотя Законодательный Совет по-прежнему обладал незначительными полномочиями по сравнению с современным парламентом, он впервые ввёл коренных фиджийцев и фиджи-индийцев в официальную политическую структуру и способствовал формированию современных политических институтов на Фиджи.
Шаги к самоуправлению были одобрены фиджи-индийской общиной, численность которой к тому времени стала больше, чем коренного фиджийского населения. Опасаясь прихода к власти фиджи-индийцев, многие вожди Фиджи считали, что благожелательное правление британцев предпочтительнее фиджи-индийского контроля, и сопротивлялись британским шагам к автономии колонии. Однако к этому времени Великобритания, по-видимому, решила отказаться от своей колониальной империи и продолжала реформы в этом направлении. Фиджийский народ в целом был впервые наделён избирательными правами в 1963 году, когда Законодательный Совет стал полностью выборным органом, за исключением двух членов из 36, выдвигаемых Великим советом вождей. В 1964 году был сделан первый шаг на пути к подотчётному законодательному органу правительству с введением системы членства. Отдельным избранным членам Законодательного Совета были предоставлены конкретные портфели ведомств. В то время они не составляли Кабинет министров в Вестминстерском понимании этого термина, поскольку являлись официальными советниками колониального губернатора, а не министрами с исполнительной властью, и несли ответственность только перед губернатором, а не перед законодательным органом. Тем не менее, в течение последующих трёх лет губернатор Дерек Джейквей относился к своим советника больше как к министрам, чтобы подготовить их к появлению ответственного правительства.

### Ответственное правительство
В июле 1965 года в Лондоне была проведена конференция для обсуждения конституционных изменений с целью введения ответственного правительства. Фиджи-индийцы во главе с А.Д. Пателем требовали немедленного введения полного самоуправления с полностью выборным законодательным органом, который должен быть избран всеобщим голосованием по общему списку избирателей. Эти требования были решительно отвергнуты делегацией этнических фиджийцев, которая по-прежнему опасалась утраты контроля над землями и ресурсами в случае прихода к власти правительства, в котором доминируют фиджи-индийцы. Однако англичане дали ясно понять, что они преисполнены решимости привести Фиджи к самоуправлению и в конечном итоге к независимости. Понимая, что у них нет выбора, вожди Фиджи решили договориться о лучшей сделке, которую они могли бы заключить.
Ряд компромиссов привел к созданию в 1967 году Кабинета министров, первым премьер-министр которого стал рату Камисесе Мара. Переговоры между Марой и Сидиком Койя, который в 1969 году взял на себя руководство Национальной федеративной партией по случаю смерти Пателя, привели ко второй конференции в Лондоне в апреле 1970 года, на которой Законодательный Совет Фиджи согласился с компромиссной избирательной формулой и независимостью Фиджи как суверенной и независимой страны в составе Содружества наций. По результатам конференции, Законодательный Совет был заменён двухпалатным парламентом с сенатом, в котором доминируют вожди Фиджи, и всенародно избранной палатой представителей. В Палате представителей, состоящей из 52 мест, коренные фиджийцы и фиджи-индийцы получат по 22 места, из которых 12 будут представлять общинные избирательные округа, состоящие из избирателей, зарегистрированных исключительно на этнической основе, и ещё 10 — национальные избирательные округа, члены которых распределяются по этническому признаку, но избираются всеобщим голосованием. Ещё 8 мест были зарезервированы для "всеобщих избирателей" — европейцев, китайцев, жителей острова Банаба и других национальных меньшинств; 3 из них были «общинными» и 5 «национальными». 10 октября 1970 года, по результатам второй конституционной конференции, Фиджи обрёл независимость.

## Комментарии
1. ↑  Европейские поселенцы, однако, законам не подчинялись.
2. ↑  Всего планировалось привлечение примерно 61 000 рабочих до 1916 года.
3. ↑  Позже здесь был создан международный аэропорт.